# Jacob Gijsbert Boerlage
Jacob Gijsbert Boerlage, född den 18 november 1849 i Uithoorn, död den 8 september 1900 i Ternate, var en nederländsk botaniker.
Auktorsnamnet Boerl. kan användas för Jacob Gijsbert Boerlage i samband med ett vetenskapligt namn inom botaniken; se Wikipediaartiklar som länkar till auktorsnamnet.